# Miejski łowca
Miejski łowca (tytuł oryg. Sing si lip yan) – hongkońsko–japońsko–amerykański film akcji, wydany 16 stycznia 1993 roku. Reżyserem oraz scenarzystą jest Jing Wong.
Film opowiada historię prywatnego detektywa Ryō Saeba, (Jackie Chan). Poszukuje on córkę japońskiego bogacza, trafia na statek porwany przez terrorystów.
Według stanu na 10 stycznia 1993 roku film zarobił 30 762 782 dolarów hongkońskich w Hongkongu.

## Obsada
Źródło: Filmweb

- Jackie Chan – Ryō Saeba
- Richard Norton – pułkownik MacDonald
- Mike Abbott – Mike
- Gary Daniels – Kim 'Pony-tail Fighter'
- Kumiko Goto – Shizuko Imamura
- Eric Kot – DJ Hard
- Leon Lai – Kōtetsu
- Peter Lai – facet w białym garniturze
- Jan Lamb – DJ Hard
- Lynne Langdon – kelnerka w kasynie